# Przesterowanie
Przesterowanie – podanie na wejście liniowego układu elektronicznego sygnału o wyższym napięciu niż może on przetworzyć bez zniekształceń. W rezultacie w sygnale wyjściowym pojawiają się dodatkowe składowe harmoniczne. Przesterowany układ nie jest już zatem układem liniowym. Przesterowanie jest zazwyczaj zjawiskiem niepożądanym, jednak bywa też stosowane celowo np. w elektronicznych układach modyfikujących dźwięk (efekt gitarowy fuzz, distortion, overdrive).